# Mohamed Ryad Ben Haddad
Mohamed Ryad Ben Haddad, född 1 april 1959, är en algerisk friidrottare. Han deltog vid olympiska sommarspelen 1984.